# Thierry Brinkman
Thierry Brinkman (Utrecht, 19 maart 1995) is een Nederlands hockeyer die sinds 2024 uitkomt voor  Den Bosch. Eerder speelde hij voor Kampong (2012-2015) en Bloemendaal (2015-2024). Met Bloemendaal won Brinkman de Euro Hockey League in 2018, 2021, 2022 en 2023, en het Nederlandse kampioenschap in 2019, 2021 en 2022.
Brinkman debuteerde in 2015 voor Oranje in een oefeninterland tegen Zuid-Afrika. Met de nationale ploeg werd hij olympisch kampioen in 2024 en Europees kampioen in 2015, 2017, 2021 en 2023.
Thierry Brinkman is de zoon van voormalig Nederlands tophockeyer Jacques Brinkman.

## Erelijst
Nederlands team
- Europees kampioenschap 2015, Londen
- 4e Hockey World League, Raipur
- Europees kampioenschap 2017, Amstelveen
- Wereldkampioenschap 2018, Bhubaneswar
- Champions Trophy 2018, Breda
- Hockey Pro League 2019, Amstelveen
- Europees kampioenschap 2019, Antwerpen
- 5e Hockey Pro League 2020
- Europees kampioenschap 2021, Amstelveen
- 6e Olympische Spelen 2020, Tokio
- Hockey Pro League 2021/22
- Hockey Pro League 2022/23
- Wereldkampioenschap 2023, Bhubaneswar en Rourkela
- Europees kampioenschap 2023, Mönchengladbach
- Olympische Spelen 2024, Parijs

Seve van Ass · 
Billy Bakker · 
Lars Balk · 
Pirmin Blaak · 
Thierry Brinkman · 
Jorrit Croon · 
Thijs van Dam · 
Jonas de Geus · 
Jeroen Hertzberger · 
Jip Janssen · 
Robbert Kemperman · 
Joep de Mol · 
Mirco Pruyser ·  
Glenn Schuurman · 
Mink van der Weerden · 
Sander de Wijn · 
Coach: Max Caldas
Seve van Ass ·  
Lars Balk ·  
Koen Bijen ·  
Pirmin Blaak ·  
Justen Blok ·  
Thierry Brinkman ·  
Jorrit Croon ·  
Thijs van Dam ·  
Jonas de Geus ·  
Steijn van Heijningen ·  
Tjep Hoedemakers ·  
Jip Janssen ·  
Floris Middendorp ·  
Joep de Mol ·  
Duco Telgenkamp ·  
Derck de Vilder ·  
Floris Wortelboer ·  
Steijn van Heijningen (invaller) ·  
Tijmen Reyenga (invaller) ·
Coach: Jeroen Delmee